# Diomys crumpi
Genre
Espèce
Statut de conservation UICN

 DD  : Données insuffisantes
Diomys crumpi est une espèce de rongeurs asiatique, la seule du genre Diomys.